# Fenékpusztai Madárvonulás-kutató Állomás

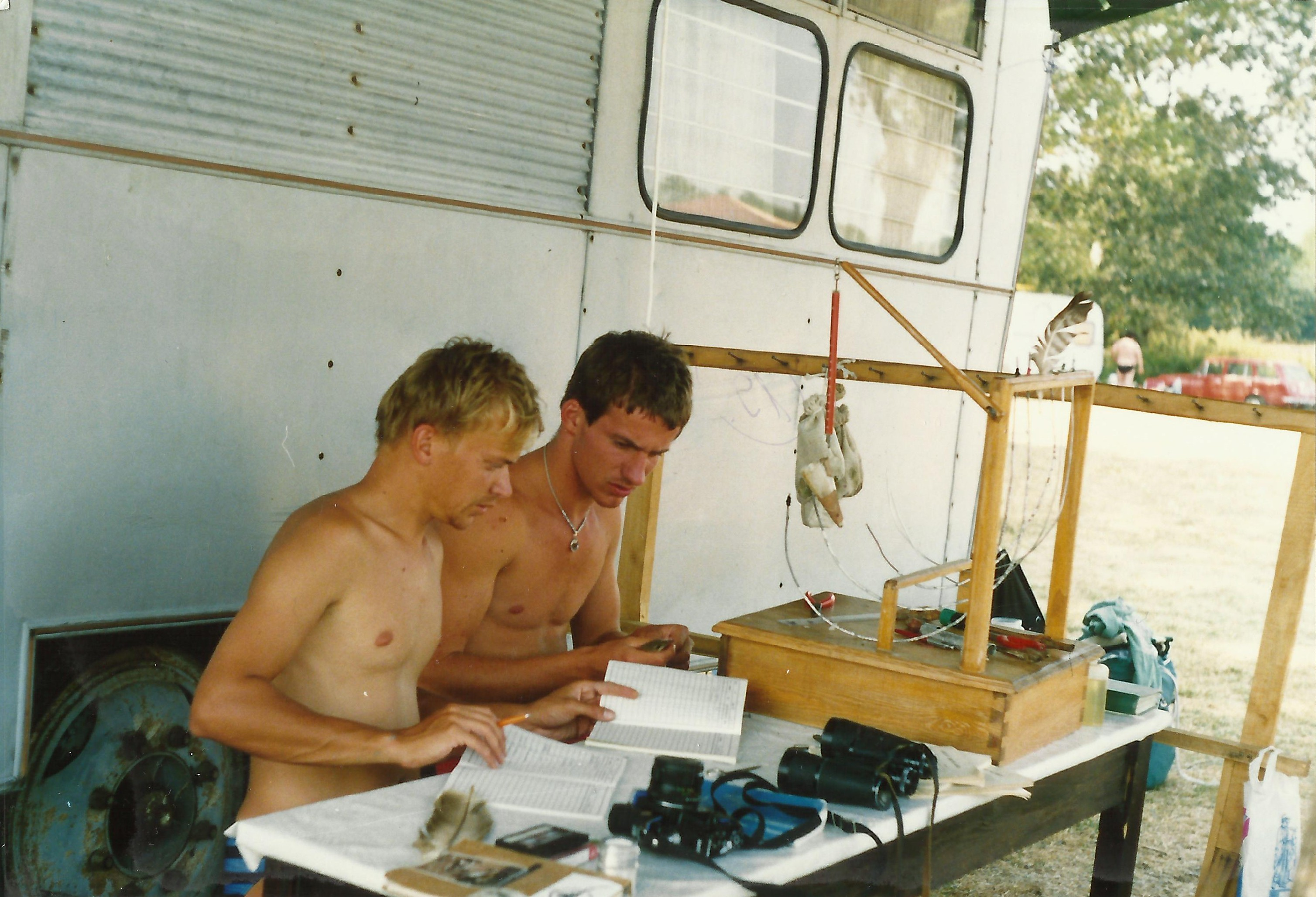
Gyűrűzőmunka a fenékpusztai gyűrűzőtáborban (1992)

A Fenékpusztai Madárvonulás-kutató Állomás egy, 1986 óta működő, az Actio Hungarica hálózatba tartozó madártani kutatóhely a Balaton partján, a Zala vármegyei Keszthely fenékpusztai településrészén. Az állomás helye a Balatonszentgyörgy–Tapolca–Ukk-vasútvonal itteni megállóhelyének épületétől néhány lépésre keletre található, így legegyszerűbben vasúton érhető el, a 71-es főúton autóval érkezők számára pedig tábla jelzi, melyik földútra kell lekanyarodnia annak, aki a táborba igyekszik. Az állomás GPS-koordinátái: 46.71419906616211, 17.24329948425293.
A gyűrűzőállomás csoportosan és egyénileg is látogatható, van lehetőség egy napos látogatásra és hosszabb idejű táborozásra is, legalább egy héttel korábbi, előzetes bejelentkezés esetén. A létesítmény programkínálatában szerepel madárgyűrűzési bemutató, vonuláskutatási témájú előadás, meg lehet tekinteni az itt működő madármentőhelyet, az állomás kiállítótermeit és madárvédelmi berendezéseit. Található itt egy fára épített kilátó is, melyről szinte a teljes Keszthelyi-öböl belátható. Gyűrűzővizsgára készülők számára az állomás kiváló gyakorlási lehetőséget is kínál, mert egész évben üzemel, s a fogott madaraknak többnyire a faj- és egyedszáma is viszonylag magas. A több napra érkező látogatók számára szükséges a saját sátor.
A „Madarász tanösvény” bármikor önállóan is megtekinthető.

## Képgaléria

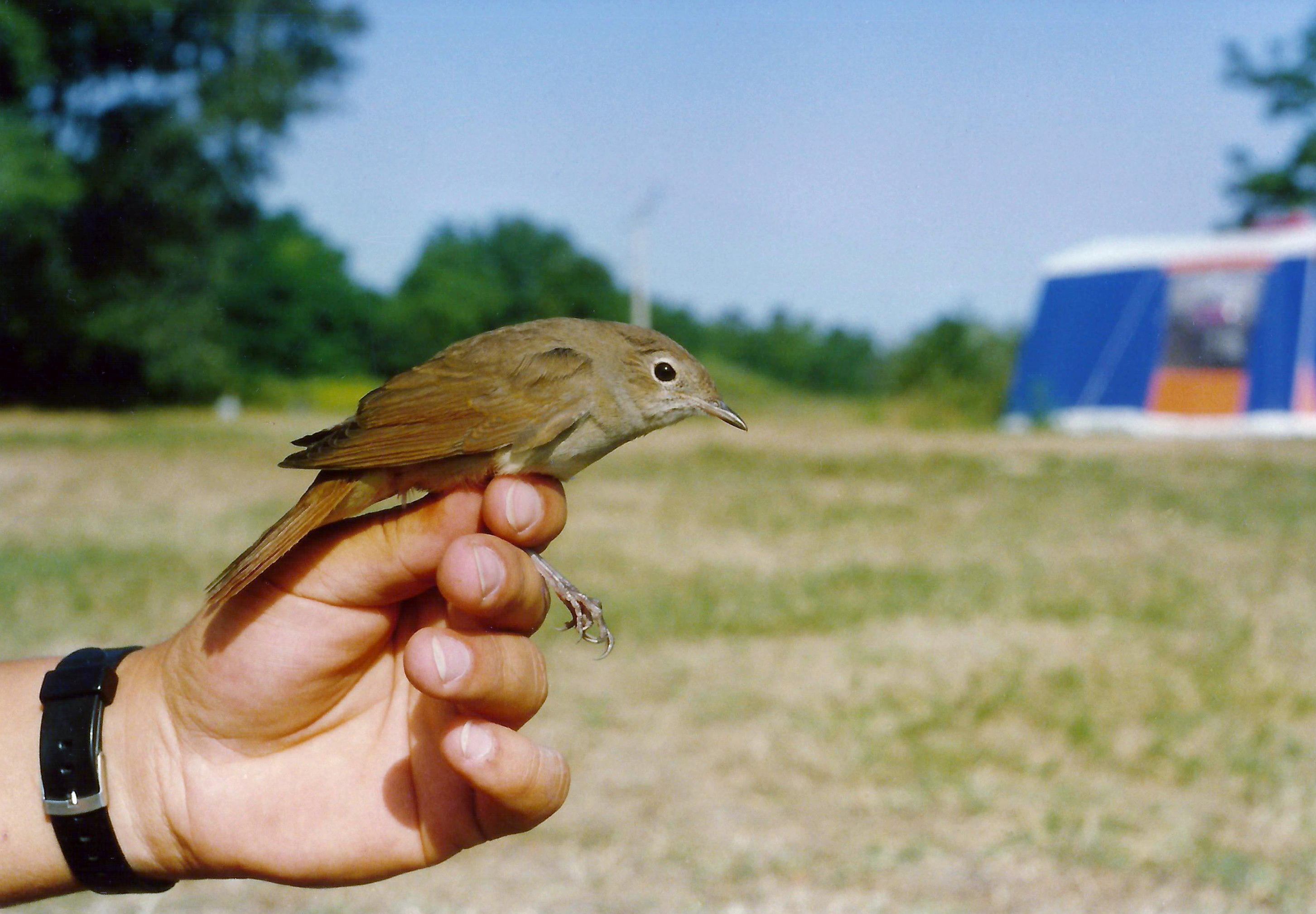
Fülemüle
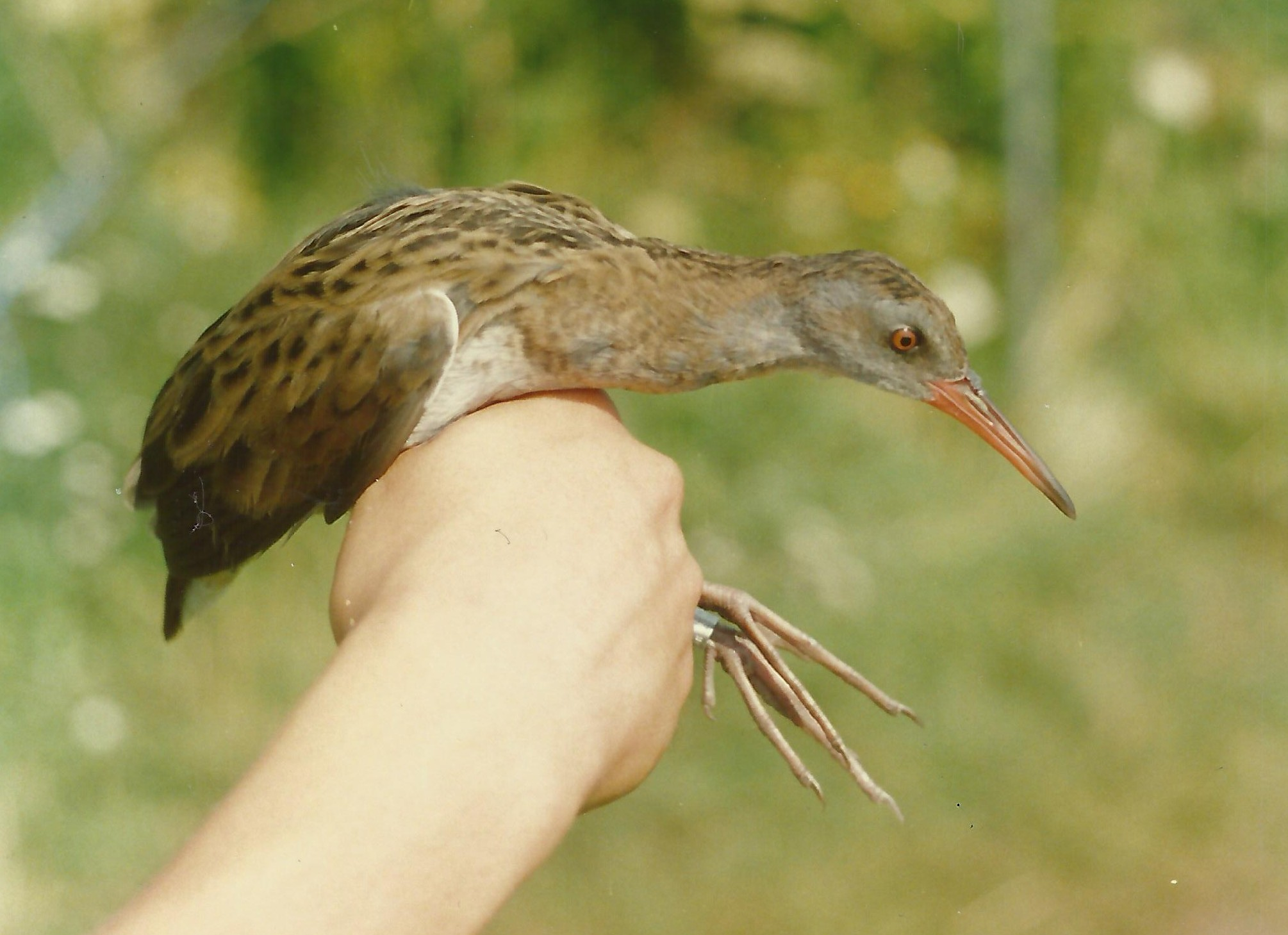
Guvat
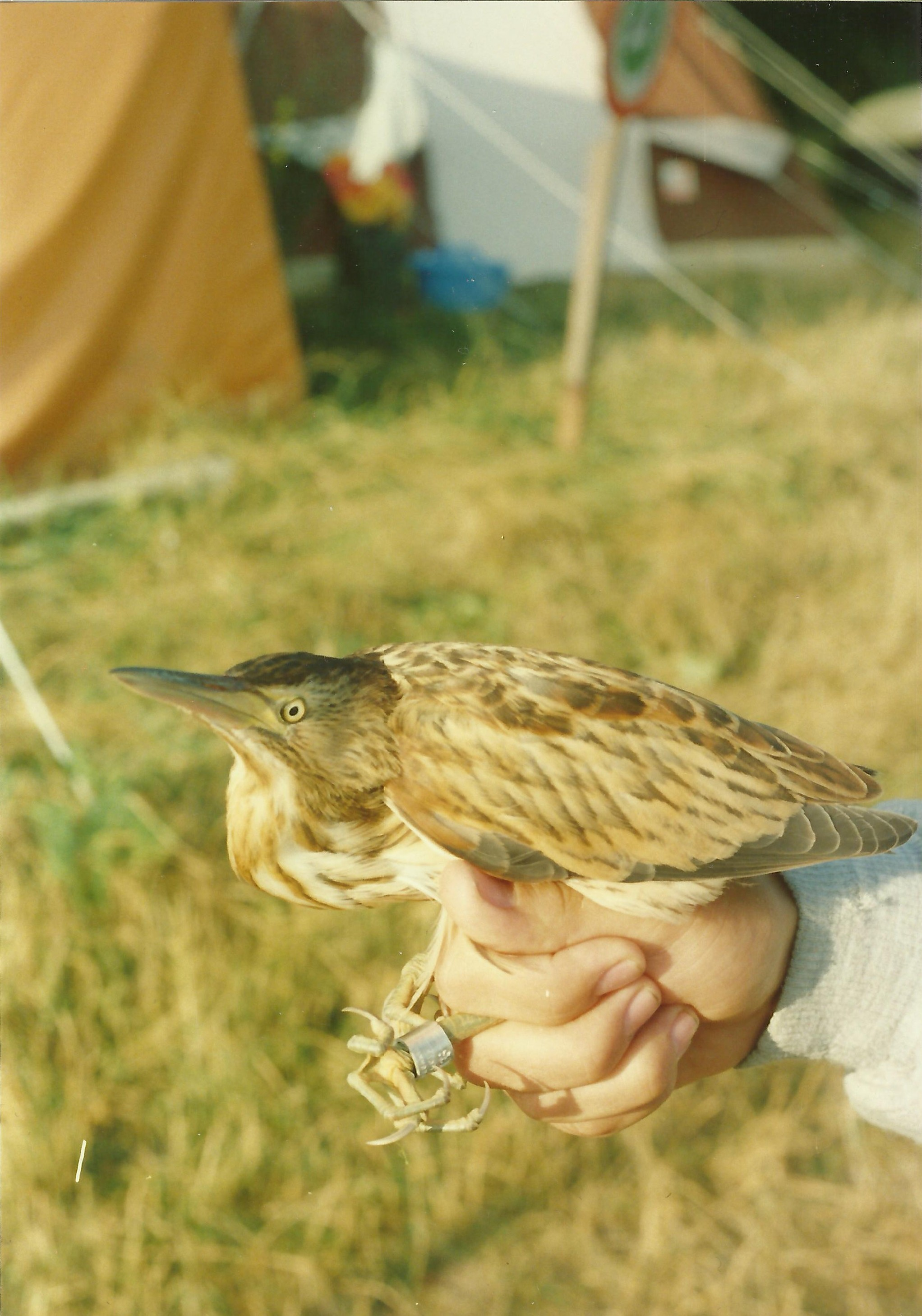
Törpegém
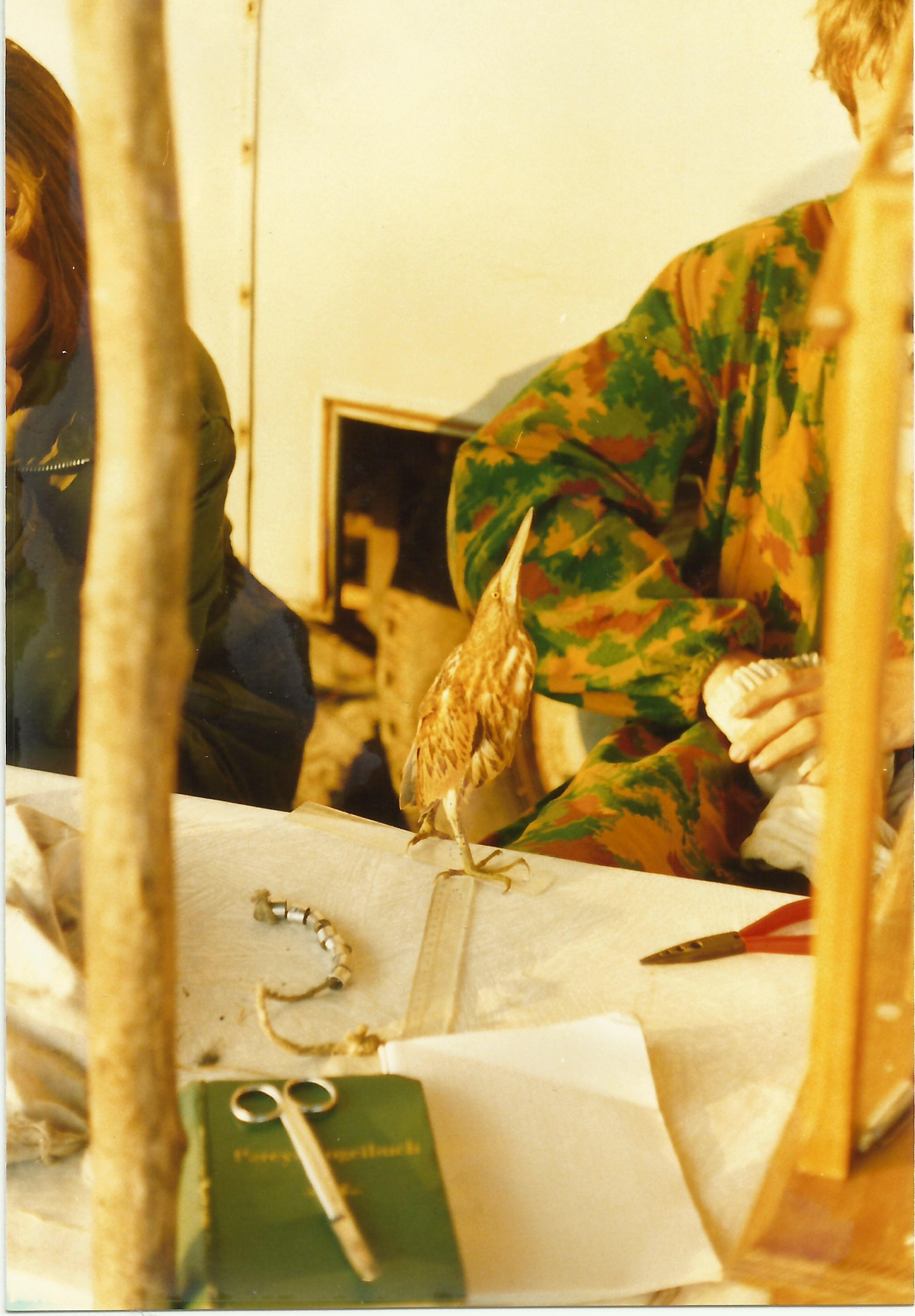
Törpegém álldogál a gyűrűzőasztalon
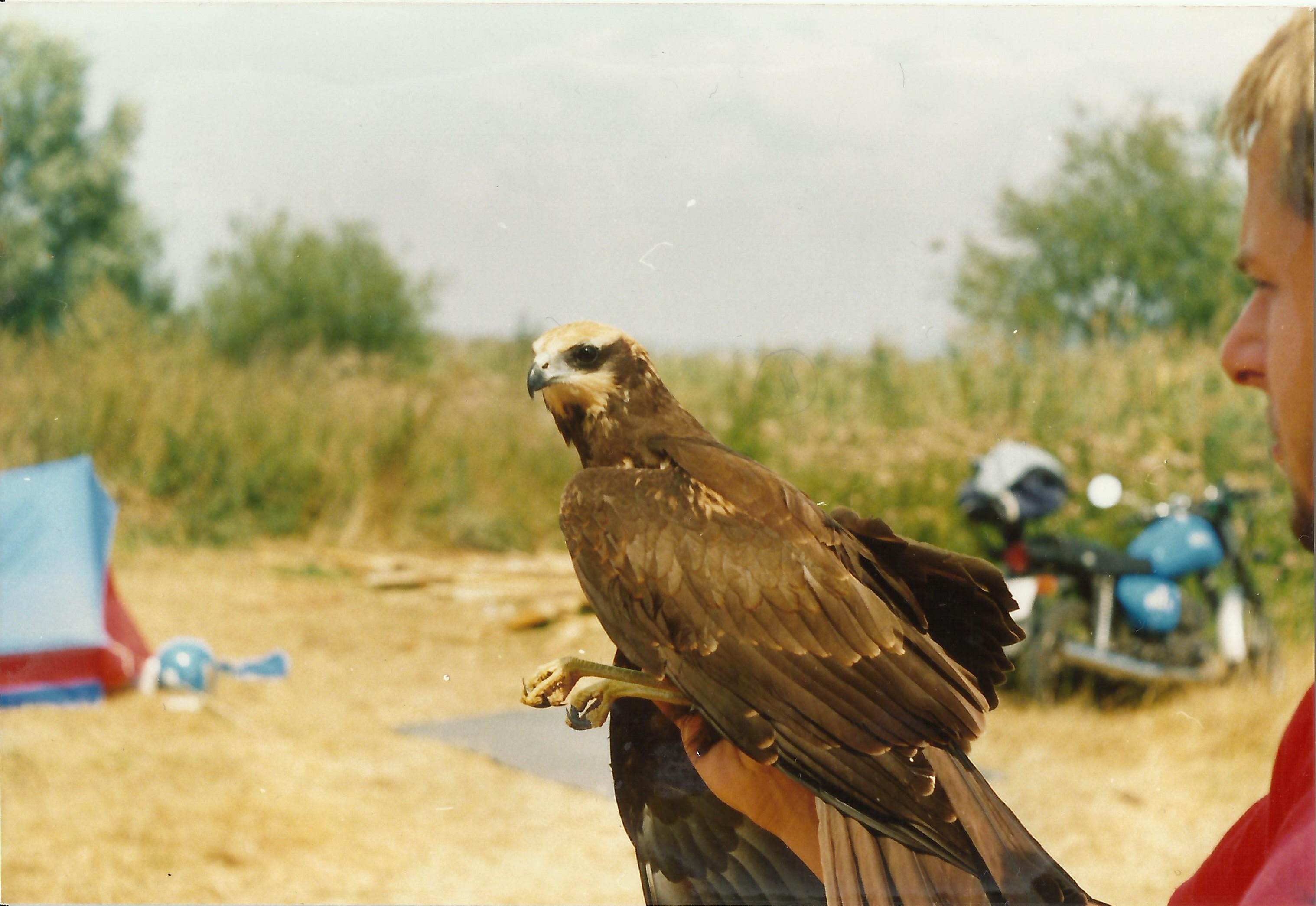
Barna rétihéja
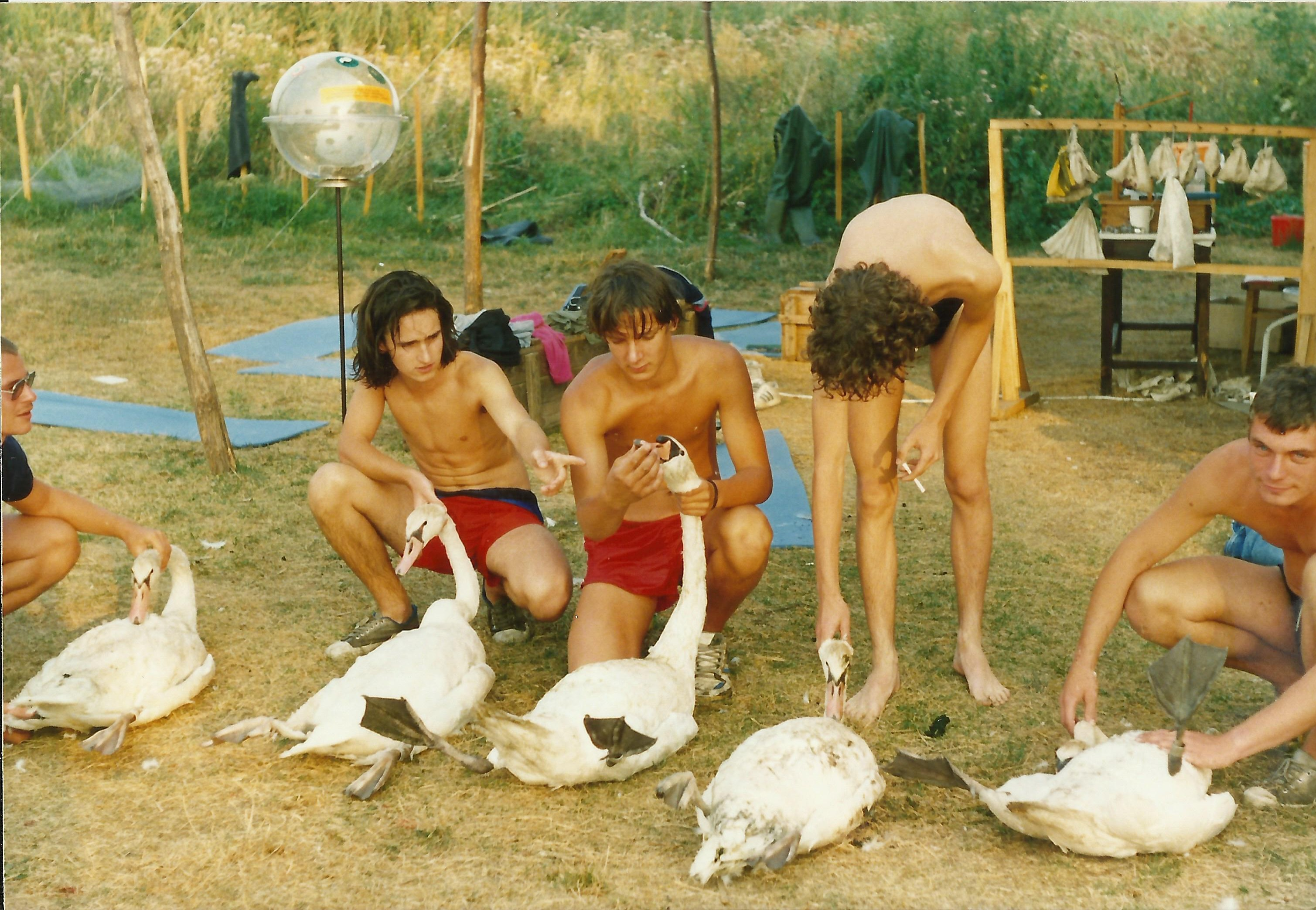
Gyűrűzési céllal befogott bütykös hattyúk Fenékpusztán (1992)